# Czernica (Białoruś)
Czernica (biał. Чэрніца; ros. Черница) – wieś na Białorusi, w obwodzie witebskim, w rejonie brasławskim, w sielsowiecie Dalekie.
Dawniej folwark.

## Historia
W dwudziestoleciu międzywojennym folwark leżał w Polsce, w województwie nowogródzkim (od 1926 w województwie wileńskim), w powiecie dziśnieńskim (od 1926 w powiecie brasławskim), w gminie Bohiń.
Według Powszechnego Spisu Ludności z 1921 roku wieś zamieszkiwało 18 osób, 14 były wyznania rzymskokatolickiego a 4 prawosławnego. Jednocześnie 14 mieszkańców zadeklarowało polską przynależność narodową a 4 białoruska. Były tu 3 budynki mieszkalne. W 1931 w 2 domach zamieszkiwało 36 osób.
Miejscowość należała do parafii rzymskokatolickiej w Dalekiem. Podlegała pod Sąd Grodzki w Opsie i Okręgowy w Wilnie; właściwy urząd pocztowy mieścił się w Bohiniu.